# Gary Farmer
Gary Dale Farmer (ur. 12 czerwca 1953 w Ohsweken, Ontario) – kanadyjski aktor filmowy i telewizyjny, reżyser, wydawca („Aboriginal Voices”) i kompozytor pochodzenia indiańskiego (z plemienia Kajugów).
Zadebiutował w 1989 w amerykańskiej komedii w reżyserii Jonathana Wacksa Powwow Highway. Zagrał m.in. rolę Nobody w czarno-białym westernie Truposz w reżyserii Jima Jarmuscha z 1995. Ma na koncie ponad 80 ról w produkcjach filmowych i telewizyjnych (2009).
Działacz na rzecz praw Indian i tubylczych projektów w mediach, wielokrotnie nagradzany za swoje role. Lider zespołu Gary Farmer and the Troublemakers.